# USS Abraham Lincoln (CVN–72)
Az USS Abraham Lincoln az ötödik Nimitz osztályú nukleáris repülőgép-hordozó. Nevét Abraham Lincolnról, az Egyesült Államok 16. elnökéről kapta, és az USS Theodore Roosevelt (CVN–71) után a második, elnökről elnevezett egység. Hazai kikötője a Washington állambeli Everett.
A hajó fedélzetén mondta el George W. Bush elnök híres beszédét 2003-ban, amiben lényegében az alig elkezdődött háborúban jelentette ki az amerikai győzelmet. A háttérben Mission Accomplished (Küldetés teljesítve) feliratot akasztották ki.